# Хоспис
Хо́спис — это учреждение, где осуществляется комплексная поддержка умирающих для оказания паллиативной помощи (преимущественно онкобольным) в последней стадии заболевания.

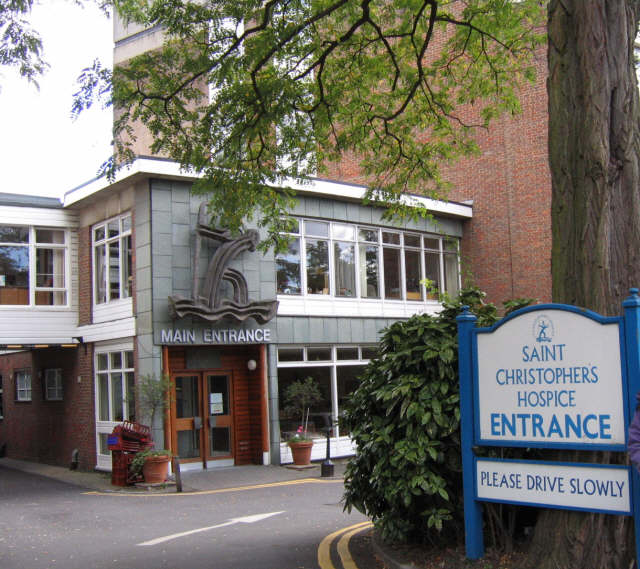
Хоспис святого Кристофера (Лондон), первый в мире хоспис

## Происхождение слова и понятия
Слово «хоспис» пришло в английский язык из старофранцузского («hospice»). Там оно, в свою очередь, образовалось от латинских слов hospes и hospitium («гостеприимство»). Этим термином с VI века н. э. обозначали места отдыха пилигримов. Первые хосписы обычно располагались вдоль дорог, по которым шли основные маршруты христианских паломников. Это были, в определённом смысле, дома для уставших, истощённых или заболевших странников. Однако хосписы помогали также и местным жителям. Из английского языка слово попало в другие европейские языки в XIX веке.
Слово «хоспис» обрело современное значение в 1967 году благодаря британской активистке Сисли Сондерс, которая под влиянием своего опыта работы медсестрой в онкологической больнице и в доме для умирающих бедняков создала заведение под названием «Хоспис святого Кристофера» — «нечто среднее между больницей и домом», где люди могли бы умирать без излишних страданий. Безнадёжные больные в нём занимались садоводством и музыкой, писали картины и стихи, участвовали в театральных постановках, ходили в церковь, делали причёски и макияж в парикмахерской, гуляли. С ними занимались психологи и священники.

## Развитие хосписного движения в мире
В 1969 году была опубликована книга Элизабет Кюблер-Росс «О смерти и умирании» (On death and dying). Именно она положила начало обсуждению темы смерти в медицинском сообществе, доказывая, что высокотехнологичная медицина не может решить все проблемы человеческого существования. В 1975 году хоспис появился и в Канаде, в Монреале на базе отдела паллиативной помощи. С начала 1980-х годов идеи хосписного движения начали распространяться по всему миру. Первый в мире детский хоспис под названием «Дом Хелен» (Helen House) был открыт в 1982 году в Оксфорде (Великобритания), инициаторами его создания были монахиня Францес Доминика (Frances Dominica) и родители неизлечимо больной маленькой девочки Хелен. К 1987 году паллиативная помощь была признана как специальность. 

## Хосписы в России
Первый российский хоспис в новейшее время был открыт в 1990 году при церкви Святого Петра в Лахте, районе Санкт-Петербурга. В 1994 году был организован Ульяновский областной «ХОСПИС», сотрудники выездной службы которого 15 декабря 1994 года посетили первого пациента. 
Первый детский хоспис в России был открыт в 1997 году в Ижевске. В 2010 году начал работу детский хоспис в Санкт-Петербурге. В октябре 2022-го в Пушкине, на Московском шоссе, 7а открылся первый в РФ хоспис для молодых взрослых (от 18 до 35 лет), призванный обеспечить преемственность паллиативной помощи: новый формат хосписа, в частности, помогает достигшим совершеннолетия подопечным избежать стресса при смене учреждения. Сотрудники хосписа отслеживают потребности подопечных и постоянно улучшают программу сопровождения. Чтобы у молодых взрослых было больше общения со сверстниками, в волонтерские школы теперь набирают добровольцев, которые ближе к пациентам по возрасту; отдельно развивается программа наставничества. 
В России на сегодняшний день действует более 70 хосписов: в Таганроге, Туле, Ярославле, Архангельске, Ульяновске, Омске, Кемерове, Астрахани, Перми, Петрозаводске, Смоленске и др. Мировой опыт показывает, что один хоспис должен обслуживать район с населением 300—400 тысяч человек. Таким образом, в России не хватает более 400 хосписов (это без учёта географических особенностей и плотности населения в некоторых регионах).

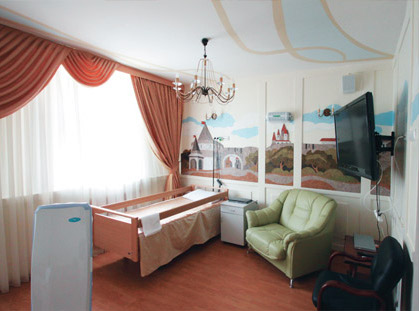
Детский хоспис в Санкт-Петербурге

В большинстве случаев хосписы и отделения паллиативной помощи — это государственные учреждения, частных хосписов очень мало. В то же время частные пожертвования играют большую роль при открытии некоторых государственных хосписов. Одним из примеров такого софинансирования является поддержка КОГКУЗ «Кировский областной хоспис» в Кировской области, открытого в 1997 году при поддержке клубов Ротари. Основная часть финансирования (80 %) хосписов всё же приходится на государственные средства. Лишь 20 % составляют средства благотворительных фондов и спонсорская поддержка. Частные же хосписы могут существовать лишь как альтернатива государственным. В России также работают частные дома сестринского ухода, которые нередко специализируются на обслуживании пожилых людей с онкологической патологией.

### Основные положения концепции хосписов в России[10]
1. Хоспис оказывает помощь неизлечимым больным в последней стадии заболевания. На территории стран СНГ помощь в хосписах оказывается преимущественно онкологическим больным с выраженным болевым синдромом в последней стадии заболевания, подтверждённого медицинскими документами.
2. Первичным объектом медико-социальной и психологической помощи в хосписе являются больной и его семья. Уход за больными осуществляет специально подготовленный медицинский и обслуживающий персонал, а также родственники больных и добровольные помощники, прошедшие предварительное обучение в хосписах.
3. Хоспис обеспечивает амбулаторную и стационарную помощь больным. Амбулаторная помощь оказывается на дому бригадами выездной службы хосписа («хоспис на дому»). Стационарная помощь в зависимости от нужд больного и его семьи оказывается в условиях круглосуточного, дневного или ночного пребывания больных в стационаре.
4. В хосписе может быть реализован принцип «открытости диагноза». Вопрос о сообщении больным их диагноза решается индивидуально и только в случаях, когда на этом настаивает больной.
5. Вся совокупность медико-социальной и психологической помощи больному должна быть направлена на ликвидацию или уменьшение болевого синдрома и страха смерти при максимально возможном сохранении его сознания и интеллектуальных способностей.
6. Каждому больному в хосписе должен быть обеспечен физический и психологический комфорт. Физический комфорт достигается созданием в стационаре условий, максимально приближенных к домашним. Обеспечение психологического комфорта осуществляется на основе принципа индивидуального подхода к каждому больному с учётом его состояния, духовных, религиозных и социальных нужд.
7. Источниками финансирования хосписов являются бюджетные средства, средства благотворительных обществ и добровольные пожертвования граждан и организаций.